# 58215 von Klitzing
58215 von Klitzing è un asteroide della fascia principale. Scoperto nel 1992, presenta un'orbita caratterizzata da un semiasse maggiore pari a 2,5811413 UA e da un'eccentricità di 0,1137691, inclinata di 6,83297° rispetto all'eclittica.